# Mosquée Ketchaoua d'Alger
La mosquée Ketchaoua ou mosquée Ketchawa (en arabe : جامع كتشاوة, en berbère : ⵜⴰⵎⵣⴳⵉⴷⴰ ⵏ ⴽⵞⵞⴰⵡⴰ, tamezgida n Keččawa) est une mosquée historique faisant partie du patrimoine classé de la basse casbah d'Alger. 
Construite en 1436, elle aurait été massivement remaniée au XVIIIe siècle sous le gouvernement du dey Hassan. Elle l'est à nouveau au XIXe siècle, après sa réquisition en 1832, pour être affectée au culte catholique durant la période coloniale sous le nom de cathédrale Saint-Philippe ; elle est ainsi démolie et reconstruite suivant les plans de l'architecte français Amable Ravoisié, qui lui donne sa structure physique actuelle. Elle connaît ensuite d'autres remaniements et restaurations sous l'égide de Jean Eugène Fromageau et d'Albert Ballu, auquel on doit l'actuelle façade. 
En 1962, elle redevient une mosquée. En 1992, elle est classée, avec l'ensemble de la casbah d'Alger, au patrimoine mondial par l'UNESCO. En 2008, la mosquée ferme pour travaux et elle rouvre en avril 2018.

## Histoire

### Période médiévale
La date de fondation de la mosquée est l'objet de plusieurs hypothèses, elle aurait été construite en 1436. Selon Myriam Bacha, la mosquée Ketchaoua serait un établissement au moins antérieur au XVIe siècle et aurait subi une restructuration et un agrandissement en 1794. Selon Golvin, l’édifice actuel date de 1794, et fut bâti sur un lieu de prière plus ancien. Cependant selon Guemriche, l'édifice daterait de 1612 avant d'être remanié en 1794.
La première mosquée Ketchaoua d'Alger aurait été bâtie par la tribu Rebai en 1436.[réf. à confirmer]

### Période de la Régence d'Alger

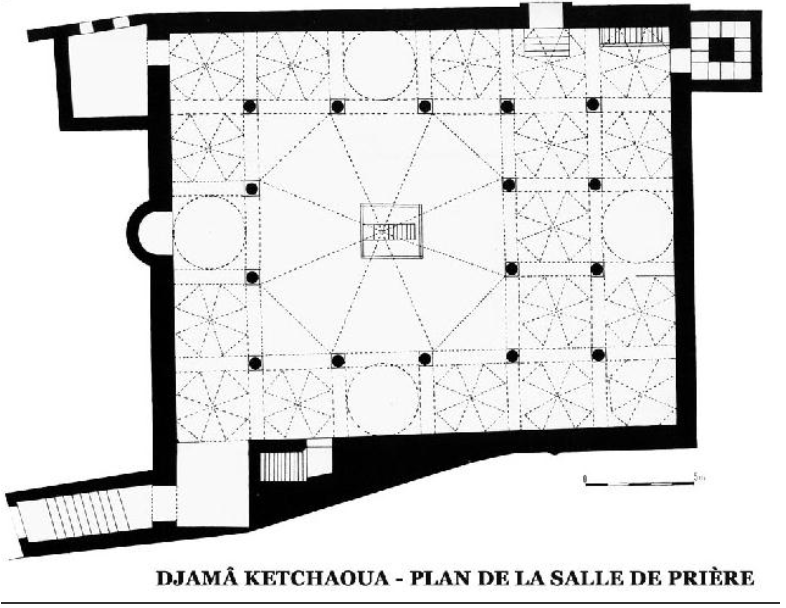
Mosquée de 1794 du dey Hassan, telle que constatée par Ravoisié (v. 1842).

Le premier acte habous qui en atteste l'existence date de 1612. Cet acte la situe justement auprès de l'emplacement d'une source, au lieu-dit « Le plateau des chèvres », d'où le nom ketchaoua en langue turque. Cette mosquée s'effondra en moins de deux siècles et un bâtiment plus important est construit vers 1613 sous le gouvernement de la Régence ottomane, très vite effondré, lui aussi.
La mosquée est à nouveau reconstruite en 1794 sous le gouvernement du dey Hassan à qui elle doit sa forme actuelle. La vaste salle de prière repose sur des substructures voutées qui compensent le terrain déclive. Elle comporte alors une salle de prière carrée de 11,50 mètres de côté surplombée par une grande coupole octogonale et entourée d'une double rangée de galeries (similaires à une autre mosquée algéroise : celle d'Ali Bitchin). Ces galeries d'arcades opposées au mihrab constituent des espaces coiffés de coupoles secondaires et sont séparées par des arcs doubleaux et reposent sur des pendentifs. Tous les arcs de forme brisée et outrepassés sont supportés par d'importantes colonnes à vaste chapiteaux. L'architecture globale, plutôt rare en Afrique du Nord, évoque celle des mosquées à grande coupole centrale de Turquie.

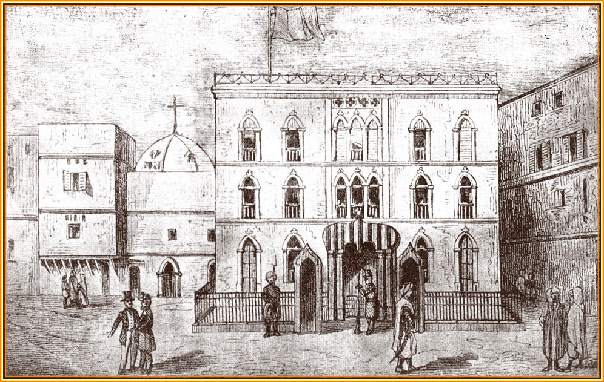
La mosquée Ketchaoua à gauche avant la démolition (1844). On remarque la taille beaucoup plus petite par rapport au Palais de Hassan Pacha. L'actuel édifice (construit en 1846) est cinq fois plus grand que cette petite mosquée.
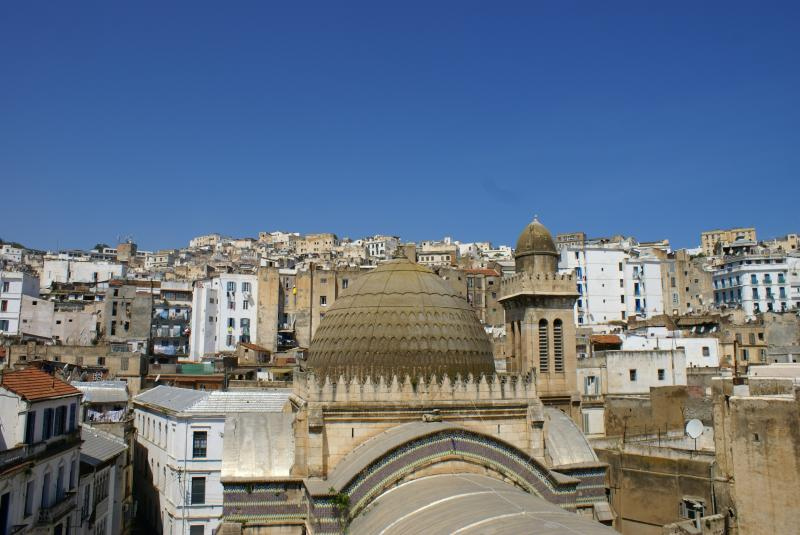
Coupole surplombant la partie postérieure et la plus ancienne de l'édifice. Le minaret est un ajout récent.
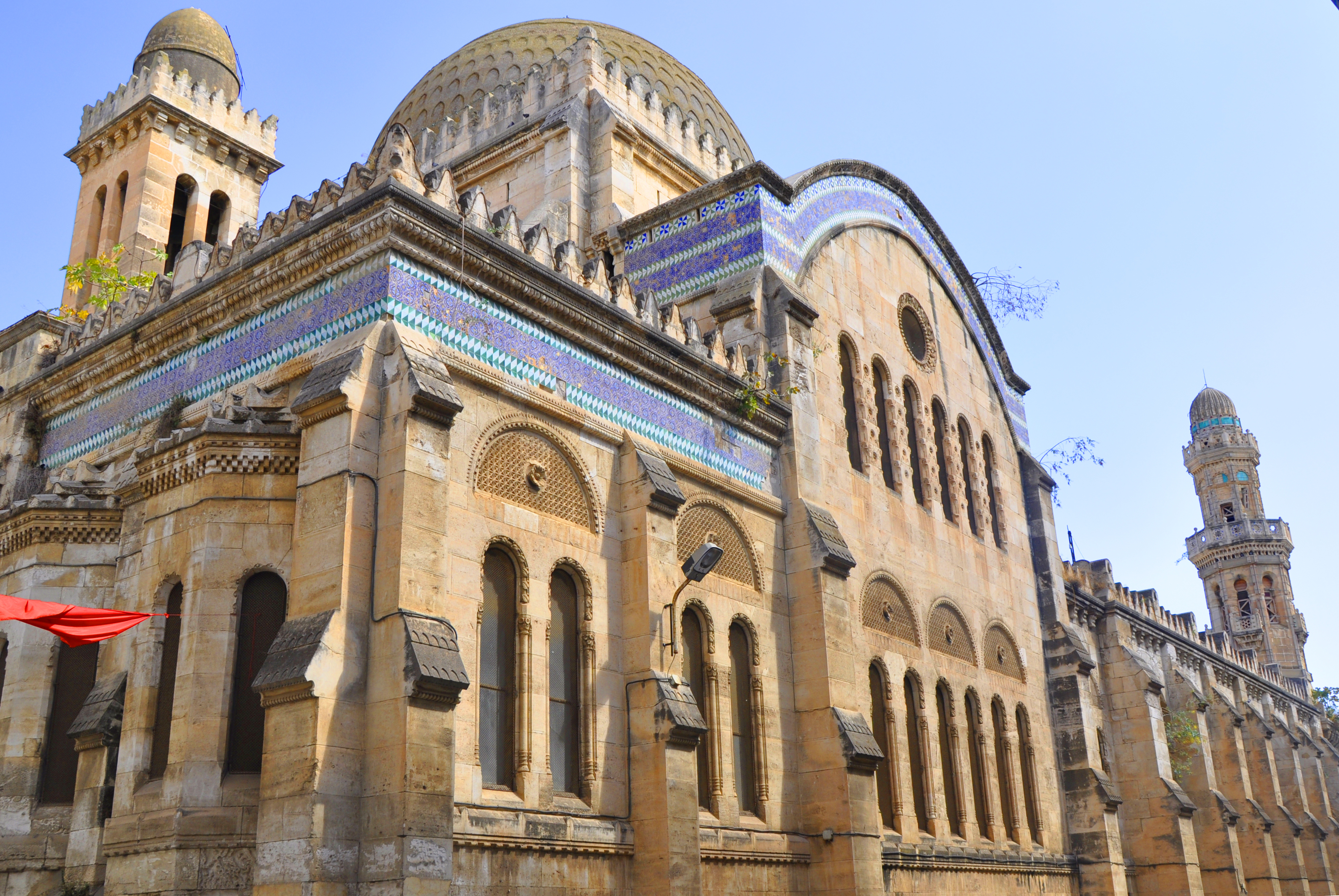
Partie postérieure de la mosquée centrée sur la coupole : les contreforts de style byzantin et les décorations céramiques mauresques datent de la fin du XIXe siècle.

### Période de la colonisation française: la cathédrale Saint-Philippe

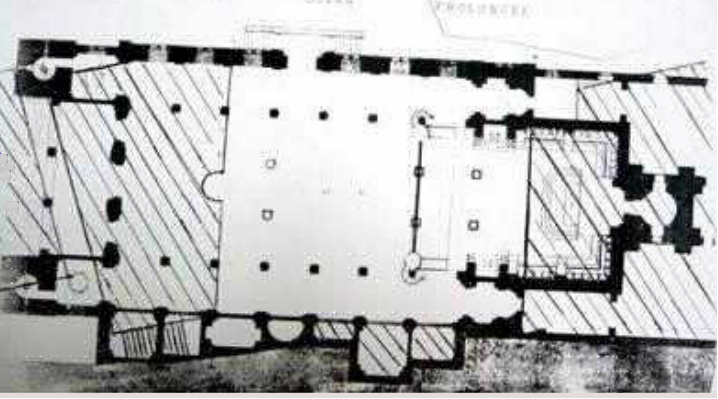
Plan des travaux de réaménagement prévus en 1842 par Ravoisié ; ils ont été réalisés partiellement. Les extensions est et ouest sont représentées en hachuré et sont réalisés en supplément du bâtiment carré central d'origine.

À la suite de la prise d'Alger, la mosquée est réquisitionnée par le duc de Rovigo. Invoquant ses droits protégés par la convention du 4 juillet 1830 signée par Bourmont lors de la prise d'Alger, la population refuse jusqu'à la dernière minute de donner son accord pour la réquisition de l'édifice et organise une résistance. À la suite de l'alerte donnée par un moqadem de la confrérie de la Taïbiya qui rameute la population, le duc de Rovigo donne l'ordre d'occuper la mosquée le 17 décembre 1831. Quatre mille musulmans environ se barricadent dans l'édifice. L'entrée dans l'édifice par la force provoque un mouvement de foule qui fait beaucoup de victimes.
Dès 1832, la mosquée devient le premier lieu de culte chrétien issu de la conversion d'une mosquée ottomane. Par la bulle Singulari divinae du 10 août 1838, le pape Grégoire XVI élève l'église au rang de cathédrale.
La mosquée est choisie pour son raffinement architectural. Un projet de restauration et de reconversion est élaboré dès le milieu des années 1830. En 1839, un certain Ravoisié établit une proposition détaillée de restauration. Ce projet de restauration et de reconversion, malgré les études et les moyens engagés, est un échec car le site reste mal adapté et trop étroit pour accueillir une cathédrale et en assurer un accès aisé.
La mosquée aurait été démolie en 1844, puis entièrement reconstruite en 1846 sur les plans d'Amable Ravoisié. La mosquée se voit dotée d'un corps basilical allongé faisant cinq fois de plus que l'ancien édifice turc. La façade actuelle est dotée de deux tours de campanile et d'un escalier monumental à l'image des églises. Les architectes Romain Harou, puis Jean-Baptiste Féraud (1816-1884) dirigent les travaux de 1845 à 1860 et enfin Ballu achève la reconstruction et la décoration en 1890. L'aménagement du portail permet de mettre au jour des vestiges antiques : une mosaïque romaine de l'antique Icosium, plusieurs médailles et une citerne d'eau en bon état de conservation. Cependant ces « restaurations » ont consisté à effectuer des modifications radicales et des reconstructions. Le cachet architectural de la façade teinté de style mauresque est dû aux travaux de cette époque. Cependant ils ne permettent toujours pas à la fin du XIXe siècle de stabiliser l'édifice et les coûts engagés dépassent ceux qu'auraient coûté un bâtiment neuf.
À la suite de la saisie de l'édifice, le mufti de la mosquée aurait déclaré au duc de Rovigo : « Notre mosquée aura changé de culte, mais pas de Maître, le Dieu unique ». Certains versets du Coran, ornant la salle de prière, ont été conservés en raison de leur message abordant la ferveur du croyant et la soumission au Seigneur. Or en 1909, une thèse antagoniste émerge, selon laquelle la cathédrale serait un nouvel édifice fondé sur le remplacement par pans entier de l'ancien édifice,.

### Reconversion en mosquée à l'indépendance
L’église Saint-Philippe garde sa fonction de cathédrale de la ville d’Alger jusqu’à l'indépendance de l'Algérie en 1962 où elle est reconvertie en mosquée. Le ministère algérien des habous et l'archevêque d'Alger annoncent le transfert, par une déclaration publique commune, comme un « don d'amitié librement consenti par l'Église au nom des chrétiens d'Algérie ». La première prière solennelle du vendredi y est célébrée le 2 novembre 1962 ; elle se déroule au-dessus d'une crypte qui abrite encore les tombeaux des évêques.
L'orgue installé en 1929 est en partie détruit à ce moment-là. Une de ses cloches, Augustine, fondue en 1868 par Burdin aîné, est offerte, après 1963, à la chapelle bretonne des Sept-Saints, lieu d'un célèbre pèlerinage islamo-chrétien en France ; rapportée d'Alger, elle est placée dans le clocher de l'église paroissiale du Vieux-Marché le 22 juillet 1965 ; surnommée « cloche de l'unité », elle est classée le 18 octobre 1974.
Faisant partie du site de la casbah d'Alger, elle est inscrite de ce fait par l'UNESCO sur la liste du patrimoine mondial. Depuis 2008, des travaux de consolidation ont été entrepris pour arrêter la dégradation des tours de la façade.
Au début de 2015, des travaux de restauration et de renforcement ont été lancés par l'Agence turque de coopération et de coordination (TIKA). Ces travaux ont été achevés le 28 février 2018 et la mosquée a été rouverte en avril de la même année.

## Description

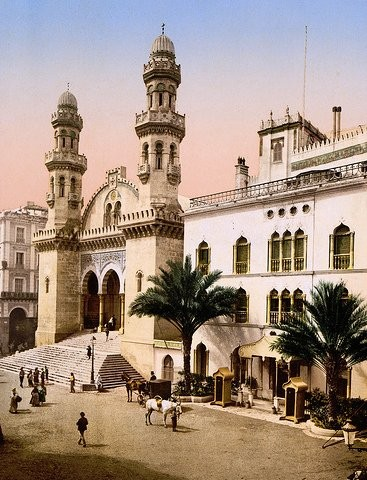
La cathédrale Saint-Philippe d'Alger en 1899.

La mosquée Ketchaoua reprend le corps d'une cathédrale chrétienne, son plan en forme basilicale allongée reprend aussi le plan dit jésuite, avec une nef central large couverte par une voûte en berceau et des nefs latérales de moindre importance. Son transept est peu saillant, et au croisement, un dôme ovale recouvre le tout.
La façade reprend le principe d'une église gothique à façade harmonique : deux tours de campaniles prenant l'allure d’un minaret de l’époque mamelouke d’Égypte cernent dans une parfaite symétrie un corps central reprenant un parvis et une galerie à trois arcades.
Ce qui innove dans ce plan, c’est le cachet orientalisant mélangé au style néo-romano-byzantin. Il s'agit là donc d'un style purement éclectique, qui évoque divers styles (renaissance pour le plan, gothique pour la composition de la façade, orientalisant pour les décors des tours de campanile, et un corps romano-byzantin).
Contrairement à ce qui se dit dans certains ouvrages, il s'agit bel et bien d'une église construite en tant que telle sur les traces de l'ancienne mosquée Ketchaoua et son hammam (celui de Hassan Pacha). Aujourd'hui, seules les colonnes du parvis d'entrée sont d'origine : tout le reste est une construction française datant de 1844-1878.

## La mosquée dans l'espace de la médina

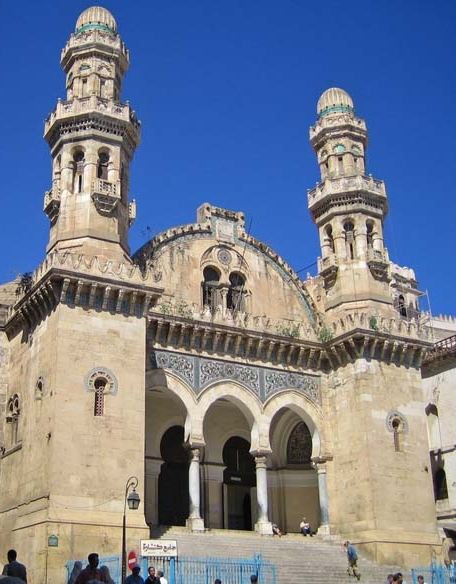
Mosquée Ketchaoua, 2006.

La Ketchaoua se situe dans la basse casbah, traditionnellement un lieu d'échange et de pouvoir de la médina d'Alger. En effet le secteur concentre divers palais comme Dar Hassan Pacha — mitoyen de la mosquée et devenu l'ancien palais d'Hiver du gouverneur général de la période coloniale — et le palais des raïs. C'est aussi le secteur du Dar soltan el kedim, ou palais de la Jenina, l'ancien palais du dey avant 1817 dont il subsiste une dépendance : Dar Aziza. Largement remanié durant la période coloniale, la basse casbah possède un quartier de style mauresque typique avec ses ruelles sinueuse qui tranche avec l'urbanisme colonial périphérique. Conformément à la vocation commerciale du quartier les ruelles autour de la  mosquée Ketchaoua sont le siège d'un souk aux marchandises diverses.